# Tan Ruiwu
Tan Ruiwu (30. lipnja 1983.)  je hrvatski stolnotenisač kineskog porijekla.
Već u ranim godinama u Kini igra s dosta uspjeha. Kao 15-godišnjak osvaja Igre mladih u Moskvi pobijedivši u finalu kasnijeg olimpijskog pobjednika Ryua Seunga Mina. Sa svojim klubom osvojio je i naslov prvaka Kine. Bio je i juniorski prvak Azije što mu je do sada najveći uspjeh.
2004. godine došao je u Hrvatsku igrati za STK Večernji list. Kasnije je uzeo hrvatsko državljanstvo i već za svoju novu domovinu ima dva osvojena srebra s EP u Beogradu, iz ekipnog dijela te u paru s Poljakom Blaszcykom. 